# Abdij van Terbeek

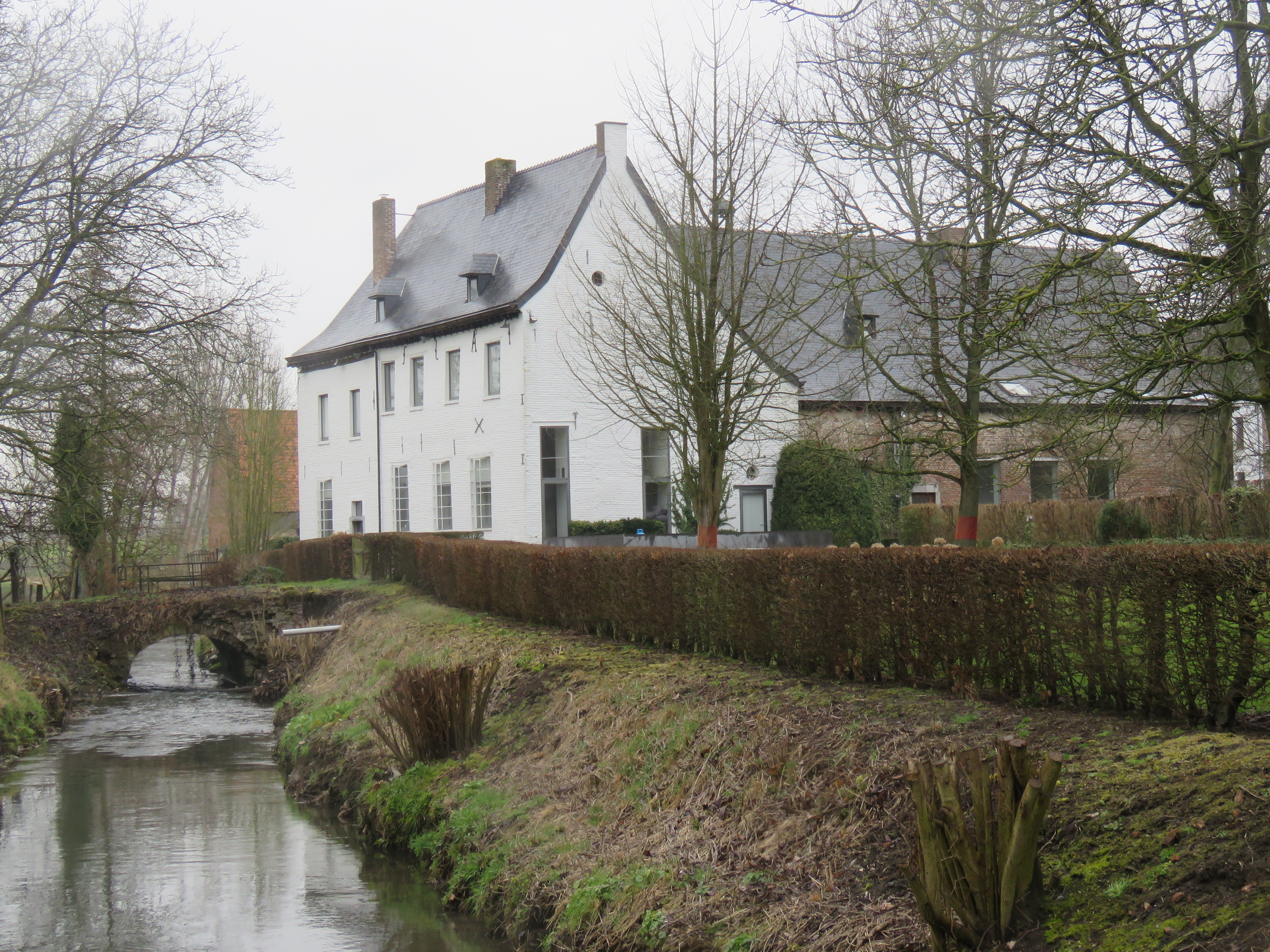
Voormalig abdisverblijf

De Abdij van Terbeek was een cisterciënzinnenklooster nabij Metsteren. De overblijfselen, in de vorm van de Sint-Niklaashoeve, vindt men aan Terbeek 76-78 aldaar.

## Geschiedenis
Aanvankelijk waren de zusters gevestigd in het klooster Sint-Trudodal, in de buurtschap Straten ten westen van Sint-Truiden. De stichtingsdatum is niet bekend, maar het zou om een voornamelijk houten complex zijn gegaan, dat in 1145 afbrandde, waarop de zusters verspreid werden.
Het is niet duidelijk wanneer het klooster van Terbeek gesticht werd, wellicht in 1193, mogelijk ook in 1221. Het was gelegen aan de Melsterbeek, vandaar de naam Terbeek. Het klooster was onderhorig aan de Abdij van Cîteaux. Later werd het verheven tot abdij.
In 1707 was er nog een brand, maar met de komst van de Fransen werd de Abdij opgeheven (1796). In 1798 vond een openbare verkoop van de bezittingen plaats en het was ene Gilles Guillaume Siaens (27.9.1751-14.07.1809) die het kocht.
Wat overbleef was een klein deel van de abdijgebouwen, en een hoeve, die bekendstaat als de Sint-Niklaashoeve. De kapel werd in 1959 overgebracht naar het Openluchtmuseum Bokrijk.

## Kloostervleugel
De L-vormige kloostervleugel is het restant van een oorspronkelijk vierzijdig gebouw om een binnenplaats. Deze omvat het voormalige abdissenverblijf en het gastenverblijf. Er zijn de jaartallen 1627 (windvaan) en 1684 (muurankers) te vinden, alsmede 1707, getuige van de wederopbouw na de brand.

## Sint-Niklaashoeve

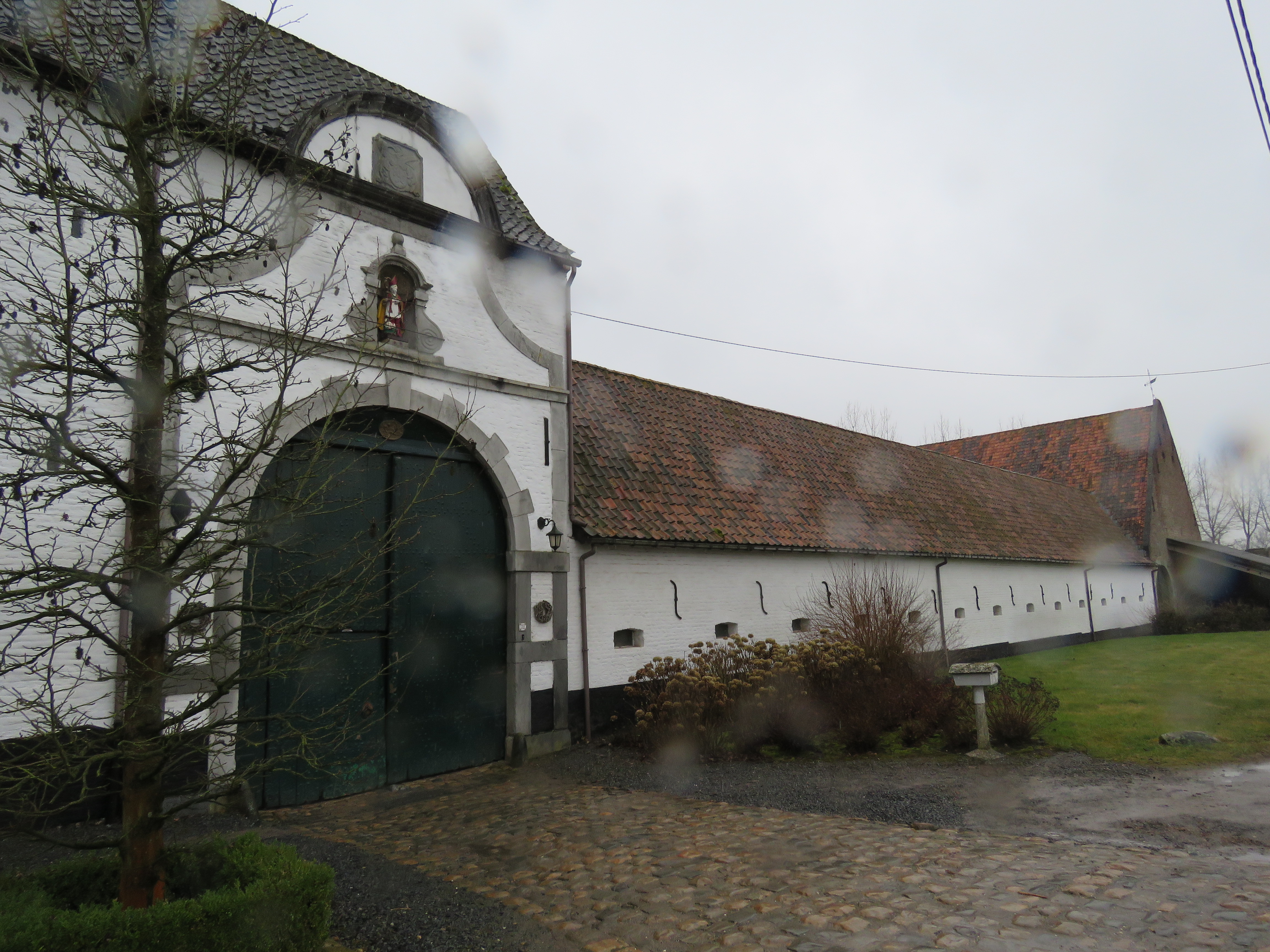
Poort van Sint-Niklaashoeve

De Sint-Niklaashoeve bestaat uit een U-vormig geheel van diverse gebouwen, waarvan het poortgebouw het oudste is, met een 17e-eeuwse kern, maar aangepast in de eerste helft van de 18e eeuw. De poort is fraai versierd en toont in een nis een Sint-Nicolaasbeeld. Ook is daar het wapenschild van Jeanne Dawans, die van 1679-1717 abdis was.
De zuidwestgevel van het hoevecomplex heeft eveneens een poort, met op de sluitsteen daarvan het jaartal 1738. De stallen zijn uit 1792 en de langsschuur toont het jaartal 1727 en het devies: Deo fortituda mea.